# Convoi HX 7
Le convoi HX 7 est un convoi passant dans l'Atlantique nord, pendant la Seconde Guerre mondiale. Il part de Halifax au Canada le 2 novembre 1939 pour différents ports du Royaume-Uni et de la France. Il arrive à Liverpool le 16 novembre 1939.

## Composition du convoi
Ce convoi est constitué de 29 cargos :
- Royaume-Uni : 26 cargos
- France : 3 cargos

## L'escorte
Ce convoi est escorté en début de parcours par :
- les destroyers canadiens : HMCS St. Laurent et HMCS Fraser (en)
- le croiseur léger britannique : HMS Enterprise

## Le voyage
Les deux destroyers canadiens font demi tour le 3 novembre. Seul reste le croiseur léger pour escorter le convoi. Le 14 novembre, le convoi est rejoint par le destroyer HMS Gipsy et l'escorteur HMS Enchantress alors que le croiseur accélère pour rejoindre Plymouth le lendemain.
Le convoi arrive sans problème.